# Чемпіонат світу з фехтування 2008
Чемпіонат світу з фехтування 2008 проводився в Пекіні, Китай з 18 по 20 квітня 2008 року. Було розіграно медалі в видах , що не представлені на Олімпійських іграх 2008 , а саме чоловіча командна рапіра і жіноча командна шпага.

## Змагання
| Вид                      | Золото                                                          | Срібло                                      | Бронза                                                          |
| Чаловіча командна рапіра | Андреа Бальдіні Андреа Кассара Стефано Баррера Сальваторе Санцо | Петер Йоппіх Беньямін Клейбрінк Домінік Бер | Міхал Маєвський Радослав Гльонек Марцін Завада Славомир Моцек   |
| Жіноча командна шпага    | Лора Флессель-Коловік Ажналка Кіралі Морен Нізіма Сара Данент   | Лі На Ло Сяоцзюань Чжан Лі Чжун Вейпін      | Імке Дупліцер Брітта Гайдеманн Мар'яна Маркович Моніка Зоцанска |

## Медальний залік
| Місце | Країна    | Золото | Срібло | Бронза | Загалом |
| ----- | --------- | ------ | ------ | ------ | ------- |
| 1     | Франція   | 1      | 0      | 0      | 1       |
| 1     | Італія    | 1      | 0      | 0      | 1       |
| 3     | Німеччина | 0      | 1      | 1      | 2       |
| 4     | КНР       | 0      | 1      | 0      | 1       |
| 5     | Польща    | 0      | 0      | 1      | 1       |